# Mariene provincie Zuid-Chinese Zee
De Mariene provincie Zuid-Chinese Zee (25) (Engels: South China Sea marine province) is een biogeografische provincie en ligt in het westen van de Grote Oceaan in het Marien rijk Centrale Indo-Pacific. De mariene provincie is vastgesteld door het World Wide Fund for Nature en The Nature Conservancy en is vernoemd naar de Zuid-Chinese Zee.
In het noordoosten grenst het gebied aan de mariene provincie Warme Gematigde Noordwestelijke Stille Oceaan (9) en de mariene provincie Zuidelijke Kuroshiostroom (28), in het oosten aan de mariene provincie Westelijke Koraaldriehoek (30) en in het zuidwesten aan de mariene provincie Sundaplat (26).

## Geografie
De mariene provincie ligt in een groot deel van de Zuid-Chinese Zee voor de westkust van Taiwan, de zuid- en zuidoostkust van China, de noordoostkust van Vietnam.

## Biogeografie
Het gebied kent zeeleven dat houdt van tropische temperaturen.

## Mariene ecoregio's
Deze mariene provincie bestaat uit 3 mariene ecoregio's:
- Mariene ecoregio Golf van Tonkin (112)
- Mariene ecoregio Zuidelijk China (113)
- Mariene ecoregio Oceanische eilanden Zuid-Chinese Zee (114)